# Allium acuminatum
Allium acuminatum là một loài thực vật có hoa trong họ Amaryllidaceae. Loài này được Hook. mô tả khoa học đầu tiên năm 1838.

## Hình ảnh

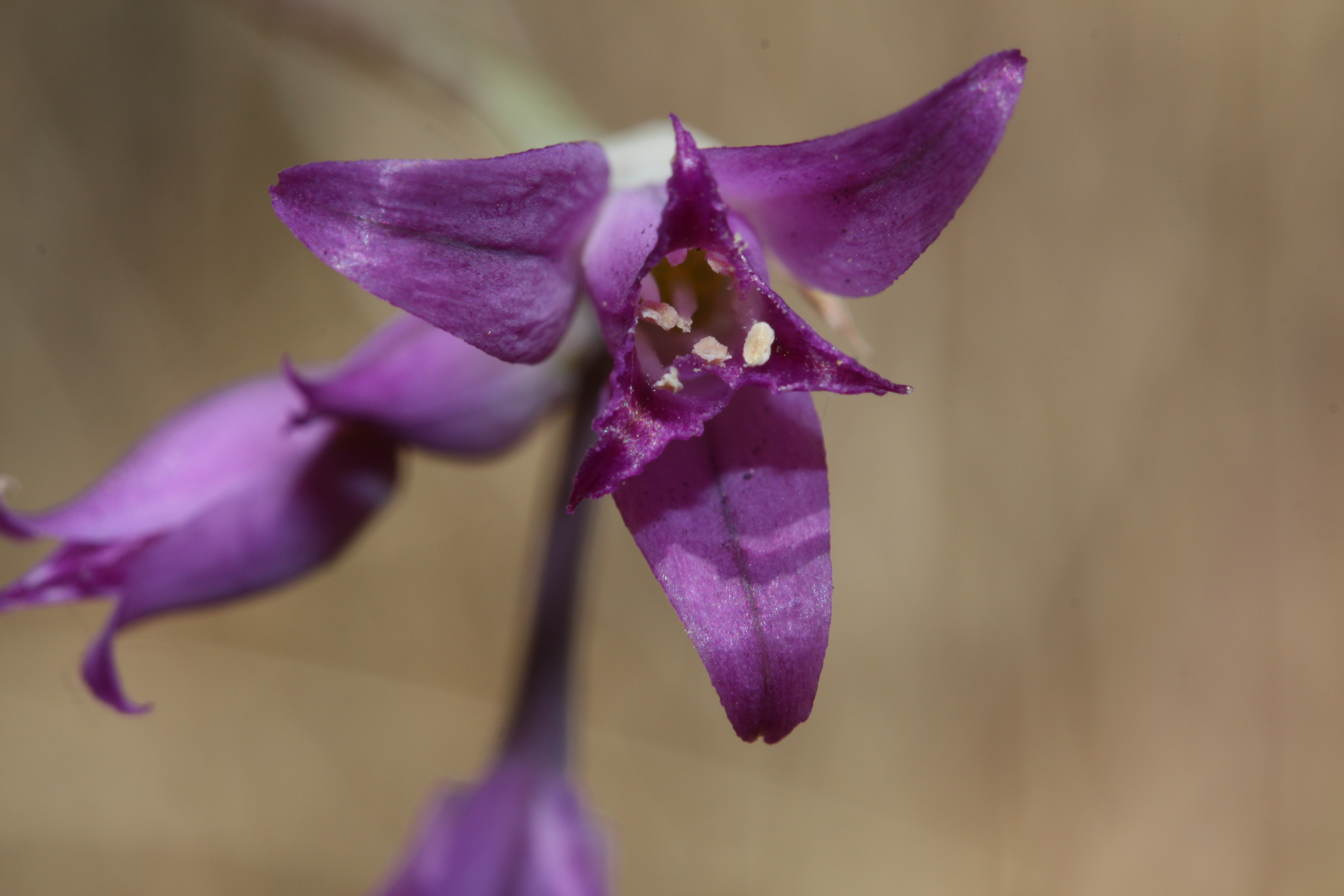
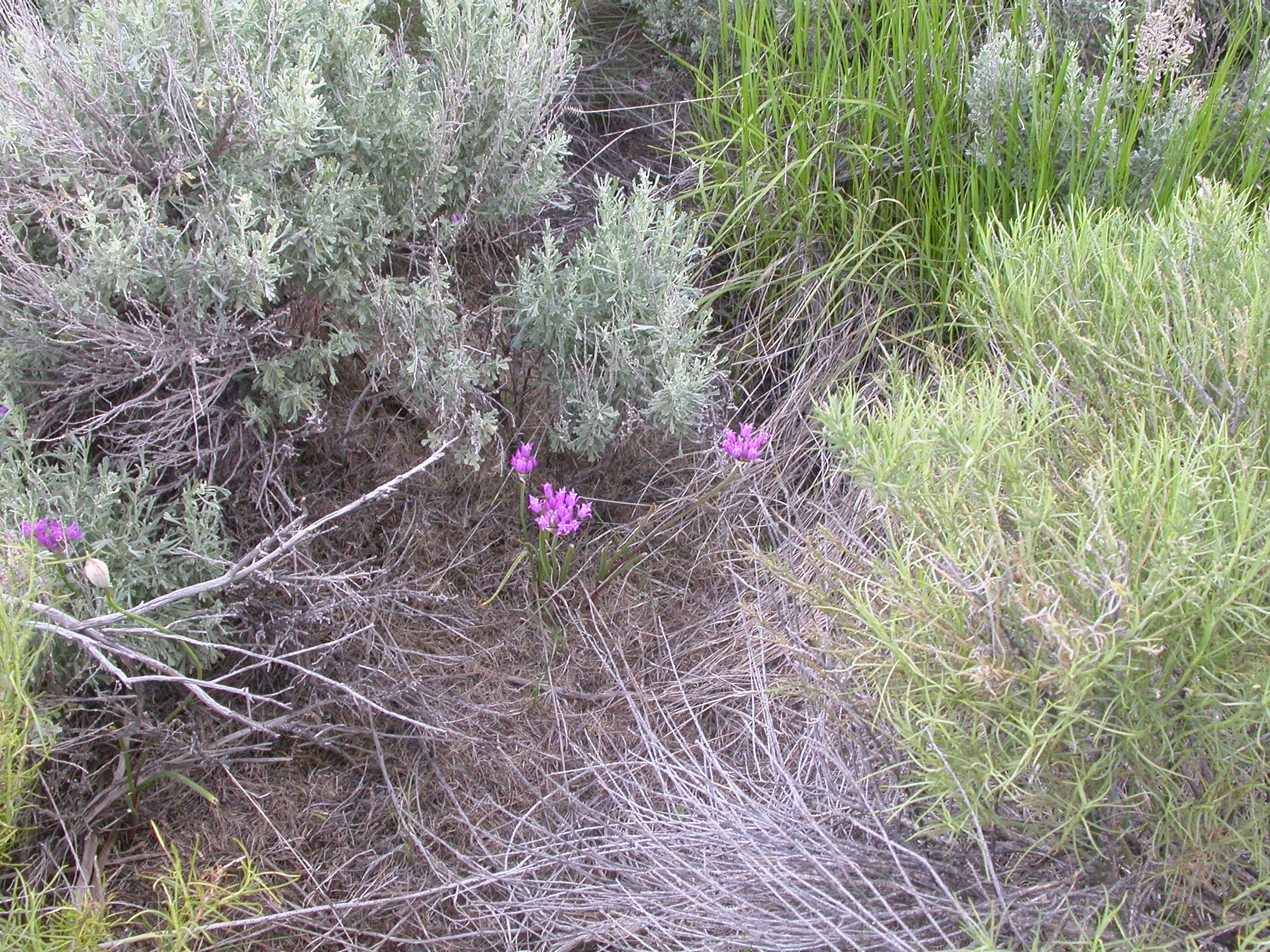
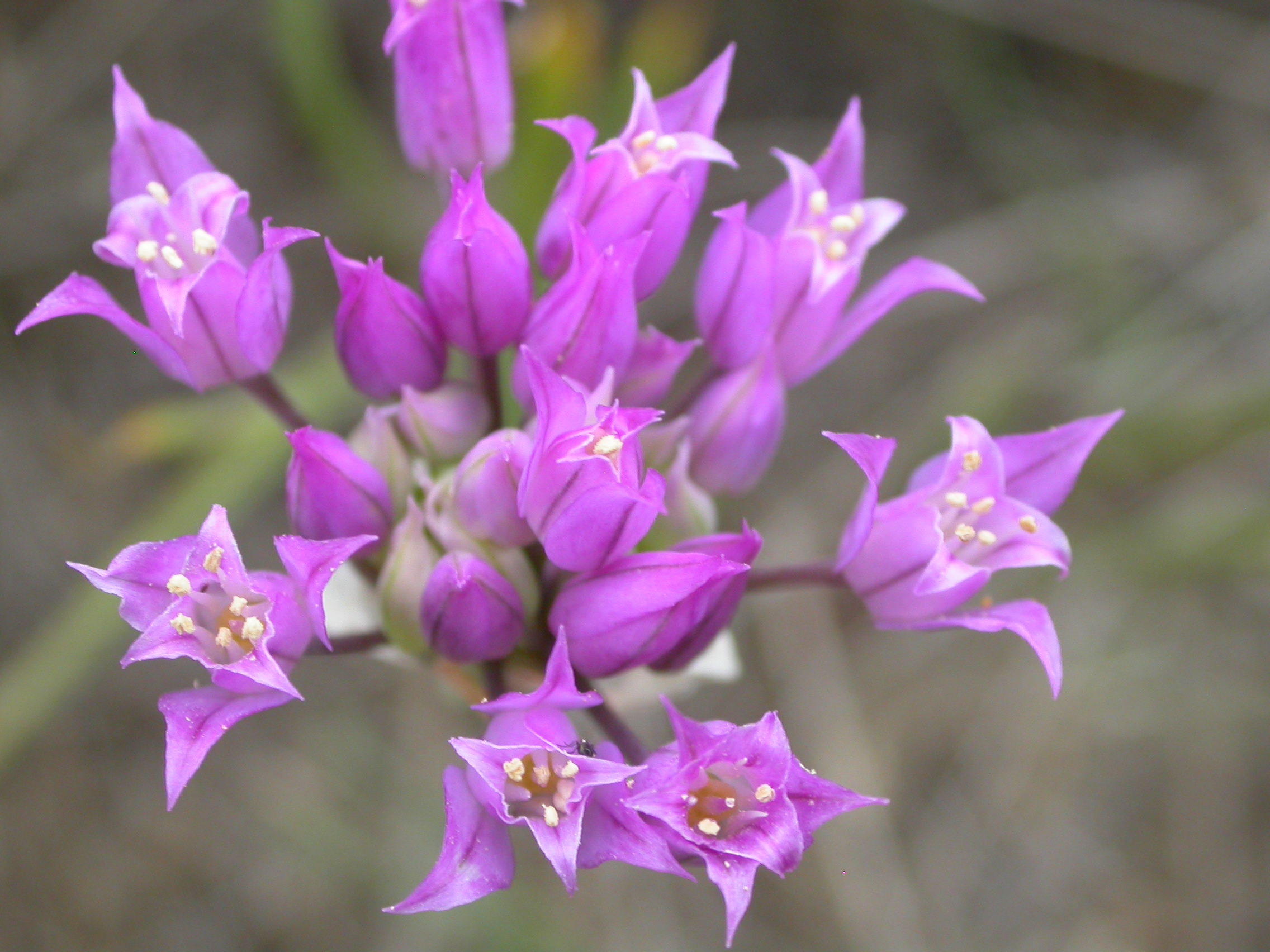
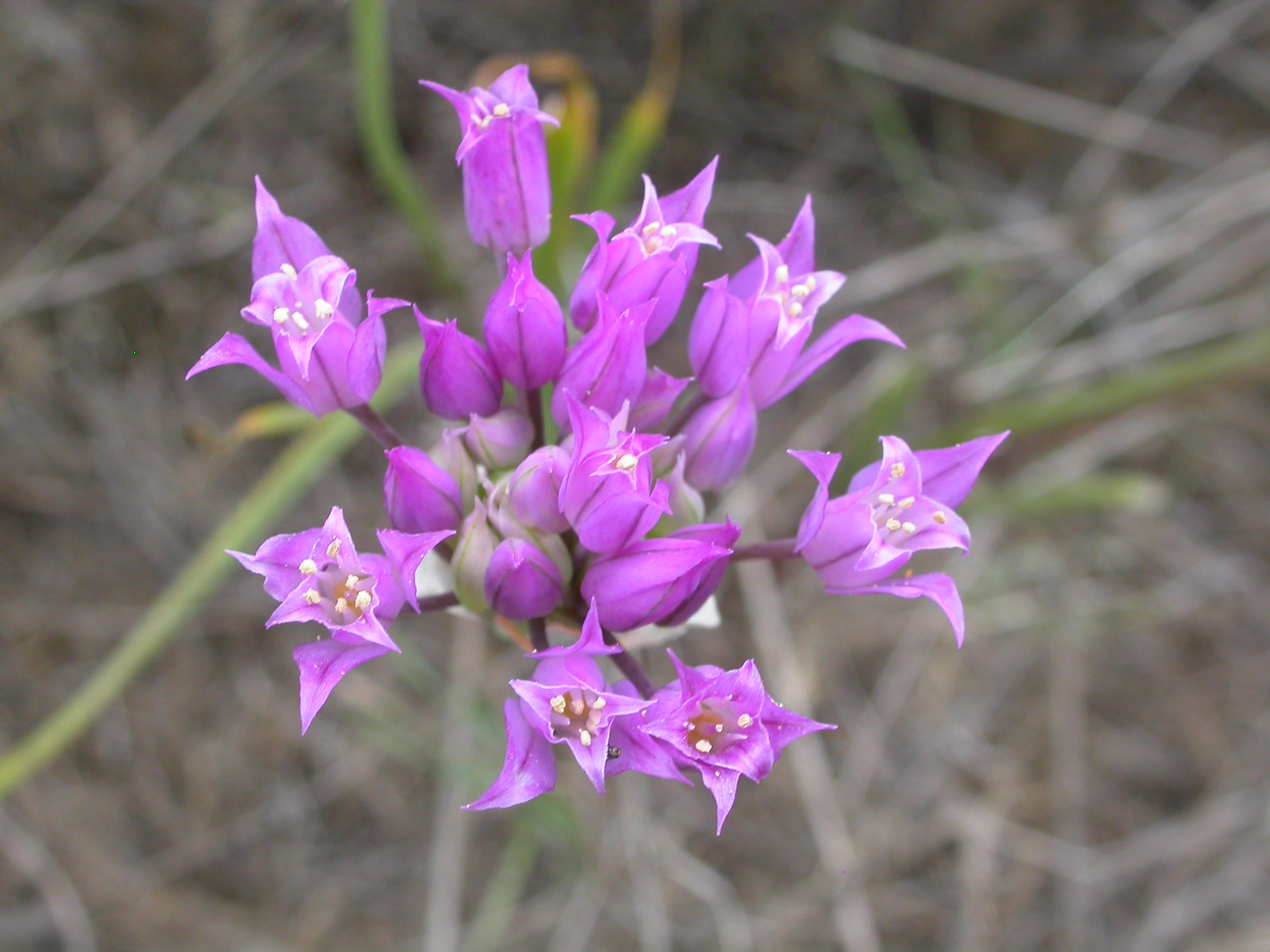